# 24.ª División Panzer
La 24.ª División Panzer fue constituida en noviembre de 1941 en Stablack en Prusia Oriental para responder a las enormes demandas de personal y material que tenía el ejército alemán como consecuencia de la operación Barbarroja, la invasión de la URSS. El núcleo de la nueva división procedía de la 1.ª División de Caballería. En abril de 1942 la 24ª división Panzer fue trasladada a Francia para completar su entrenamiento, actuando como reserva del VII Ejército como parte del Grupo de Ejércitos B.

## El Frente Oriental: 1942-43

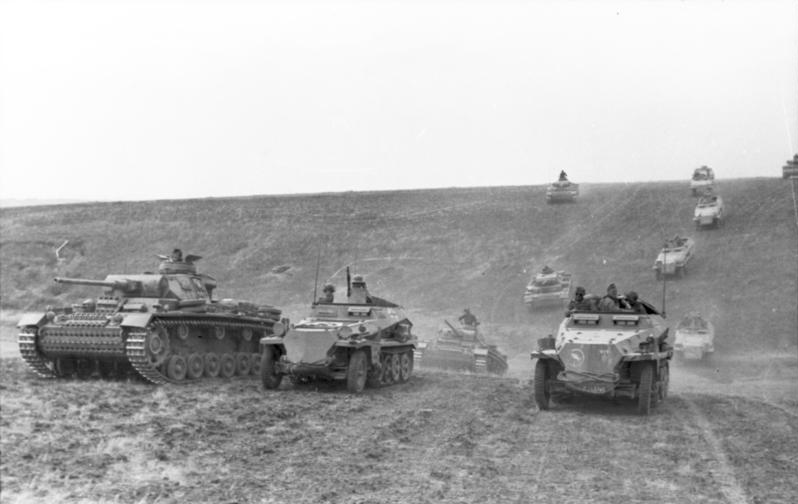
Unidades mecanizadas del la 24.ª División Panzer avanzan durante la operación Fall Blau en las llanuras de Rusia. Se aprecian varios Panzer III y varios modelos de Sd.Kfz. 250 y Sd.Kfz. 251.

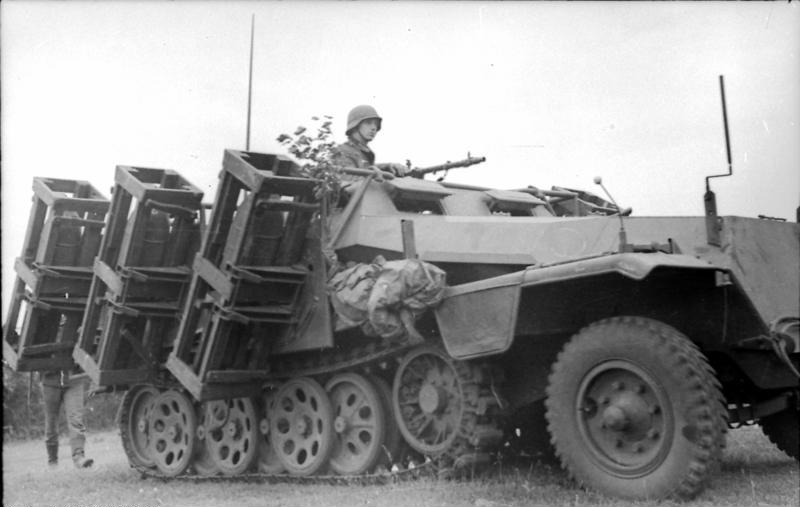
Un Sd.Kfz. 251 de la 24ª División Panzer armado con rampas lanzacohetes en Rusia, junio de 1942.

En junio de 1942, la división fue traslada al llegar al frente oriental, realizando su debut de combate junto al XLVXXX cuerpo panzer en la batalla de Voronez, para ser transferida en agosto al VI ejército. Después de participar en el avance hacia el Volga, volvió al 4.º Ejército Panzer para el ataque contra Stalingrado. En octubre, volvió a depender del VI Ejército y tuvo como misión encabezar el ataque final contra la ciudad. La división fue cercada y destruida en el Kessel generado por el contraataque ruso en noviembre junto a la 16.ª División Panzer, 14.ª División Panzer; la 2.ª, 29.ª y 60.ª divisiones de infantería motorizadas; y numerosas divisiones de infantería. En enero los restos de la 24.ª división Panzer se habían fusionado con la 16.ª división Panzer y la 94.ª división de infantería, para formar un único kampfgruppe. Por último, el 2 de febrero de 1943, los supervivientes se rindieron a los rusos.

## Reconstrucción de la unidad y campañas de 1943-45
La 24 ° división panzer fue reconstruida tras su destrucción en Stalingrado a partir del 891° Regimiento Panzergrenadier. En abril y agosto de 1943, fue concentrada en el norte de Francia. Los batallones I, II, y III. fueron equipados, respectivamente, con tanques Panzer IV, Panther y cañones de asalto Sturmgeschütz III. 
En agosto de 1943, la división recibió la orden de unirse al II cuerpo panzer SS, como fuerzas alemanas de ocupación de su antiguo aliado Italia, que tras la caída de Mussolini, se había pasado a los Aliados. Su primera misión fue desarmar al ejército italiano. La división quedó acantonada en el norte de Italia luchando contra partisanos, aunque, al estar muy al norte, no pudo participar en las operaciones contra el desembarco aliado en Salerno.
En octubre de 1943 recibió órdenes de regresar al frente del Este, donde permaneció combatiendo hasta el final de la guerra. En noviembre de 1943 la división llegó a la zona de operaciones del Grupo de Ejércitos Sur y fue agregada al XL cuerpo panzer encuadrado dentro del 1.º Ejército Panzer, en Níkopol. 
En diciembre fue agregada al 4.º Ejército Panzer, en  Krivoi Rog. La ciudad había sido atacada por el 46.° Ejército Soviético desde octubre, cuando el 3.° Frente Ucraniano de Malinovski y el 2.° Frente Bielorruso de Koniev, lanzaron una ofensiva de otoño desde sus cabezas de puente del río Dniéper.
Desde marzo a mediados de mayo de 1944, la División participó en batallas defensivas en el norte de Besarabia. Luego participó en batallas de defensa en la parte superior de Moldavia, realizó varios contraataques al norte de Jassy a principios de junio. 

Emblema de la 24 División Panzer entre 1943 y 1945

Luego de un breve periodo de descanso hasta julio, se retiró hacia Galitzia. De agosto a principios de septiembre, la división realizó varios contraataques y batallas defensivas entre el río San y el Vístula, aunque los efectivos humanos y el materiales eran ya muy variados, y escasos alcanzando apenas el 50% de su capacidad.
El 15 de septiembre, se unió al XXIV Cuerpo Panzer en las Montañas Beskidy, para defender el paso Dukla en los Cárpatos.
El 11 de octubre fue transportada por ferrocarril a Hungría a la cabeza de puente de Szolnok en el río Tisza, para participar en las operaciones defensivas realizadas hasta el 12 de enero de 1945 entre el Tisza y el río Ipel. 
Después, la división fue trasladada a Prusia Oriental por ferrocarril, dejando el armamento pesado y vehículos blindados en Marienburg. Una vez en el distrito de Elbląg, entre el 21 y el 27 de febrero recibió material nuevo. En marzo estaba involucrada en las batallas defensivas en Warmia, para luego retirarse hasta Heiligenbeil, retrocediendo a finales de marzo hasta Pillau. A mediados de abril, entre 4.000 y 5.000 de sus hombres fueron evacuados a Schleswig-Holstein, dónde finalmente se rindieron a las tropas inglesas.

## Comandantes
- Generalmajor Kurt Feldt – 28 de noviembre de 1941-15 de abril de 1942
- Generalmajor Bruno Ritter von Hauenschild – 15 de abril a 12 de septiembre de 1942
- Generalleutnant Arno von Lenski – 12 de septiembre de 1942 a 31 de enero de 1943
- Generalleutnant Maximilian Reichsfreiherr von Edelsheim – 1 de marzo de 1943 a 1 de agosto de 1944
- Generalmajor Gustav-Adolf von Nostiz-Wallwitz – 1 de agosto de 1944 a 25 de marzo de 1945
- Generalmajor Rudolf von Knebel-Döberitz – 25 de marzo a 8 de mayo de 1945